# 三輪優
三輪 優（みわ まさる、1940年（昭和15年）2月29日 - 2020年（令和15年）6月19日）は、日本の政治家、元愛知県津島市長（2期）。

## 来歴
岐阜県出身。1963年、名古屋大学法学部卒。卒業後は愛知県庁に入り、農業水産部長、県中小企業振興公社理事長などを歴任する。2002年、津島市助役となる。翌2003年、津島市長水谷尚は病気のため市長を辞職。これに伴う市長選挙に立候補し当選する。当選後、陣営の選対本部長の選挙違反事件が発覚、7月に「道義的責任を取る」として市長を辞職。辞職後の出直し選挙に立候補し、再選した。投票率は過去最低を記録した（44.18%）。
再選直後、上記の選挙違反事件で陣営の元選対本部長の有罪判決が確定したことを受け、名古屋高検は同年8月25日、三輪に連座制を適用し、同じ選挙区から5年間の立候補禁止を求める行政訴訟を名古屋高裁に提起した。検察側の訴えは認められて、三輪は2007年4月30日の任期満了をもって市長を退任。同年の市長選挙には出馬しなかった。
2020年に死去した。